# Raccoon-Mountain-Pumpspeicherwerk

Schnitt durch die Anlage

Das Raccoon-Mountain-Pumpspeicherwerk mit einer unterirdischen Kraftwerks-Kaverne im Marion County westlich von Chattanooga im US-amerikanischen Bundesstaat Tennessee gehört der Tennessee Valley Authority (TVA) und wird von ihr betrieben. Die Bauarbeiten begannen 1970 und waren 1978 beendet.
Das Wasser wird in Schwachlastzeiten vom Nickajack Lake am Tennessee River am Fuß der Raccoon-Mountains zu einem Speicherbecken auf dem Gipfel des Berges gepumpt. Dieses Oberbecken bedeckt eine Fläche von 214 ha und wird von einem Staudamm umschlossen, der 70 m hoch und 1769 m lang ist – der größte Felsschüttdamm, den die TVA je gebaut hat. Der nutzbare Höhenunterschied zwischen Ober- und Unterbecken beträgt ca. 301,70 m (990 Fuß). Es dauert 28 Stunden, das obere Reservoir zu füllen. Während Spitzenlast-Perioden wird das Wasser aus dem Oberbecken durch einen Druckstollen, der mitten durch den Berg gebohrt wurde, wieder hinunter zu den vier Pumpturbinensätzen geleitet, welche die Generatoren antreiben, die in einer unterirdischen Kraftwerkshalle stehen. Das Wasserkraftwerk hat eine elektrische Leistungsfähigkeit von 1600 MW und kann bis zu 22 Stunden laufen. Das Kraftwerk wird fast jeden Tag gebraucht und dient als wichtiger Netzausgleich im TVA-Stromversorgungssystem.

## Freizeit
Die Einrichtung ist ein populärer Erholungsort zum Wandern, Spazierengehen, Laufen und Straßen- und Gelände-Fahrradfahren.